# TeaMp0isoN

## Kezdetek
Információk szerint 2008-ban kezdtek. 2010-ben a ZHC (ZCompany Hacking Crew) bevette TriCk-et, a 16 éves hackert, aki később megalapította saját csapatát, a TeaMp0isoN-t.

## Facebook
2011 januárjában rejtélyes üzenetek kerültek ki Mark Zuckerberg és Nicolas Sarkozy Facebook-profiljára. Később a Facebook egyik munkatársa megerősítette, hogy a rendszerben hiba volt, de már ki lett javítva. Egy héttel később a The Daily Beast megírta, hogy a TeaMp0isoN hackere, TriCk, és a ZHC tagjai találtak egy kihasználható hibát, úgynevezett exploitot még előző év szilveszterkor, aminek segítségével üzeneteket tudtak kirakni a profilokra, illetve blokkolni az ideiglenes hírforrásokat. Később az egyik célpont, az English Defense League munkatársa megerősítette, hogy célpontok voltak, és hogy a weboldalaikat feltörték.

## Tagok
- Hex00010 – Biztonsággal kapcsolatos szakértő, hacker, exploit kereső. Kilépett a csapatból, börtönbe kerülés fenyegette, de megmenekült.
- TriCk – A csapat alapítója, igazi neve Junaid Hussain. 2012. április 12-én letartóztatták TehWongZ-zal együtt. 6 hónap börtönt kapott.
- MLT – A kezdetektől fogva a csapat tagja volt, 2012. májusban letartóztatták, július közepe felé öngyilkos lett.
- Phantom~ – A csapat szintén nagyon régi tagja, 2012. májusban letartóztatták, börtönben van, 10 éves büntetését tölti.
- f0rsaken – Róla nem sokat lehet tudni, ő volt az a csapatból aki nem nagyon állt ki a nyilvánosság elé. Letartóztatták.
- aXioM – A csapat egyetlen női tagja, a többi tag letartóztatása után visszavonult.
- d3tonate – Kevés információ van róla, nem sokáig volt tag.
- ap0calypse_ – Kis ideig a csapat tagja, később kirúgták.
- C0RPS3 – A csapat legtovább nyilvánosság előtt álló tagja, a csapat felbomlása után kilépett, egy másik csapathoz csatlakozott, a Net-Bashers-hez, és a TeaMnuLL-hoz.
- d0ped – Régi TeaMp0isoN tag, elhagyta a csapatot.
- 2Root – Kevés ideig volt tag, nincs róla információ.

## Tony Blair leak
2011. júniusban a volt brit miniszterelnök, Tony Blair ismerőseinek és munkatársainak az előző év decemberében megszerzett adatait leakelték a Pastebin weboldalon. Az információkat Blair egyik munkatársa Gmail-fiókjából szerezték.

## A LulzSec és az Anonymous
A TeaMp0isoN és a LulzSec a kezdetektől fogva rivalizáltak. A TeaMp0isoN egyik volt tagja, Hex00010 csekély hackelési képességük miatt így jellemezte őket.: "Azért vagyunk itt hogy megmutassuk a világnak hogy semmit sem érnek, csak script kiddie-k. Azt hiszed, profi vagy csak azért, mert le tudsz dobni valakit pár percre? Ez baromság. Ne már."

## Politikai leakek
2011. augusztus 8-án a csapat közzétette a hashelt admin jelszavakat az egyik weboldalhoz a NASA domainje alatt. A vBulletin SQL Injection-t használták ki.

## Az Egyesült Nemzetek
2011 novemberében a TeaMp0isoN közzétett több száz belépési adatot, amiket az United Nations Development Programme-tól szereztek meg. Az egyik munkatársuk szerint egy régi szerverről szereztek régi adatokat.